# Лакци
Лакци су кавкаски народ, који претежно живи у Русији, односно у аутономној републици Дагестан, у којој чини 5,6% становништва, и у којој представља пети народ по бројности, после Авара (29%), Даргинаца (17%), Кумика (15%) и Лезгина (13%). Лакци су већином исламске вероисповести, а говоре лакским језиком, који спада у дагестанску групу севернокавкаске породице језика.
Укупно их има око 97.000. 